# Homburgo
Homburgo (Homburg en alemán; Humborch en palatino) es una ciudad universitaria en la región del Sarre, Alemania, capital del distrito de Sarre-Palatinado. Con una población cercana a los 42.000 habitantes es la tercera ciudad más grande del estado federado del Sarre. Está situada a 16 km de Neunkirchen (Sarre) y 36 km de Saarbrücken.
La facultad de medicina de la Universidad del Sarre tiene su sede en la ciudad. 

## Historia
El castillo de Homburg, actualmente en ruinas, fue durante el siglo XII el hogar de los condes de Homburg. En 1330, Homburgo recibió el título de ciudad de manos de Luis IV.

## Economía

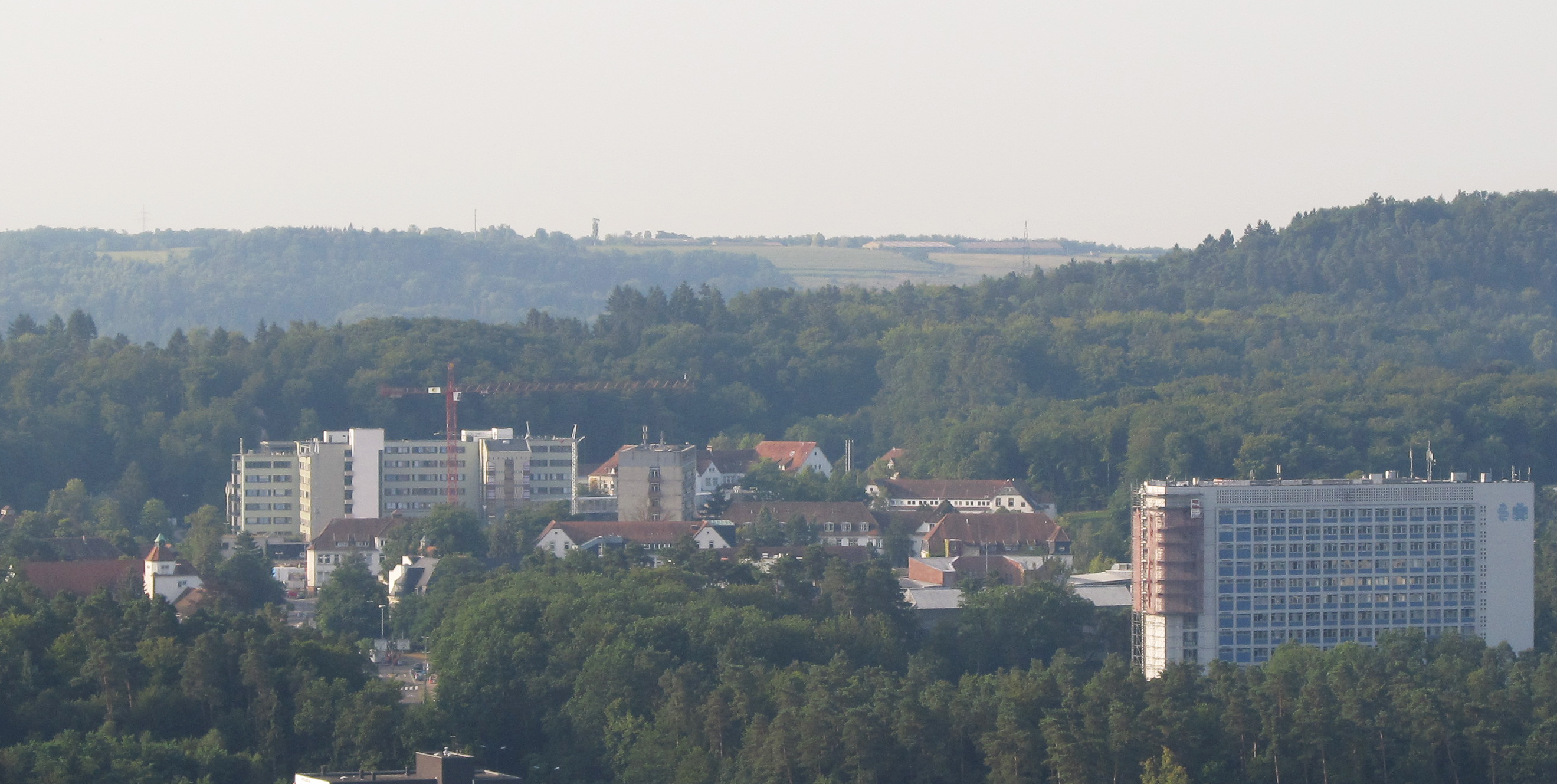
hospital universitario de homburgo

Los mayores empleadores de la ciudad son Michelin y Robert Bosch GmbH. Además, en Homburgo se encuentra la fábrica de Karlsberg -una de las mayores cerveceras de Alemania- que fuera de sus fronteras utiliza la marca comercial Karlsbräu para diferenciarse de la danesa Carlsberg. 